# Pyxinioides bolitoides
Pyxinioides bolitoides is een soort in de taxonomische indeling van de Myzozoa, een stam van microscopische parasitaire dieren. Het organisme komt uit het geslacht Pyxinioides en behoort tot de familie Uradiophoridae. Pyxinioides bolitoides werd in 1938 ontdekt door D.P. Henry.